# Thelocactus hastifer
Thelocactus hastifer är en kaktusväxtart som först beskrevs av Erich Werdermann och Boed., och fick sitt nu gällande namn av F.M. Knuth. Thelocactus hastifer ingår i släktet Thelocactus och familjen kaktusväxter. Inga underarter finns listade i Catalogue of Life.

## Bildgalleri

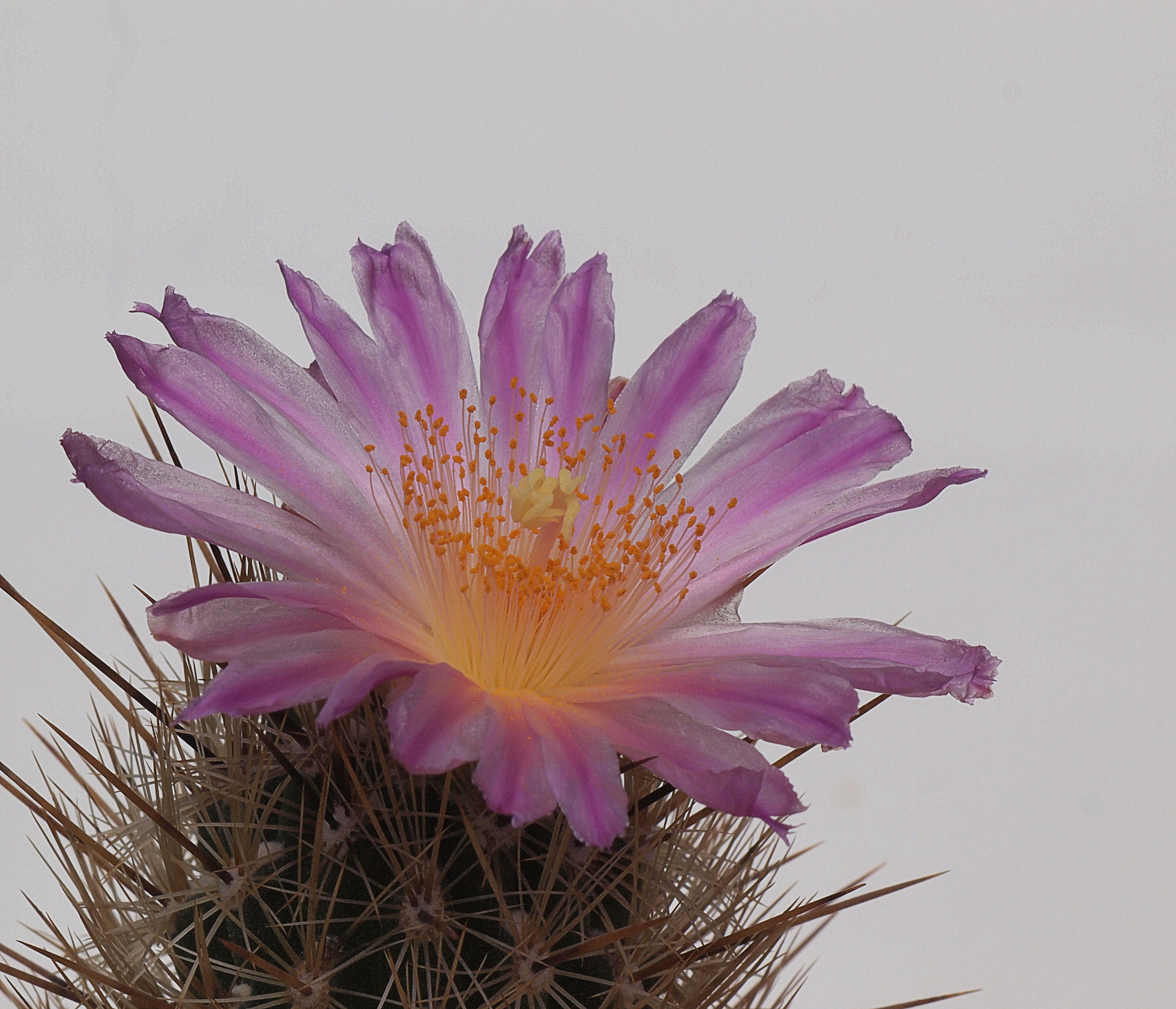
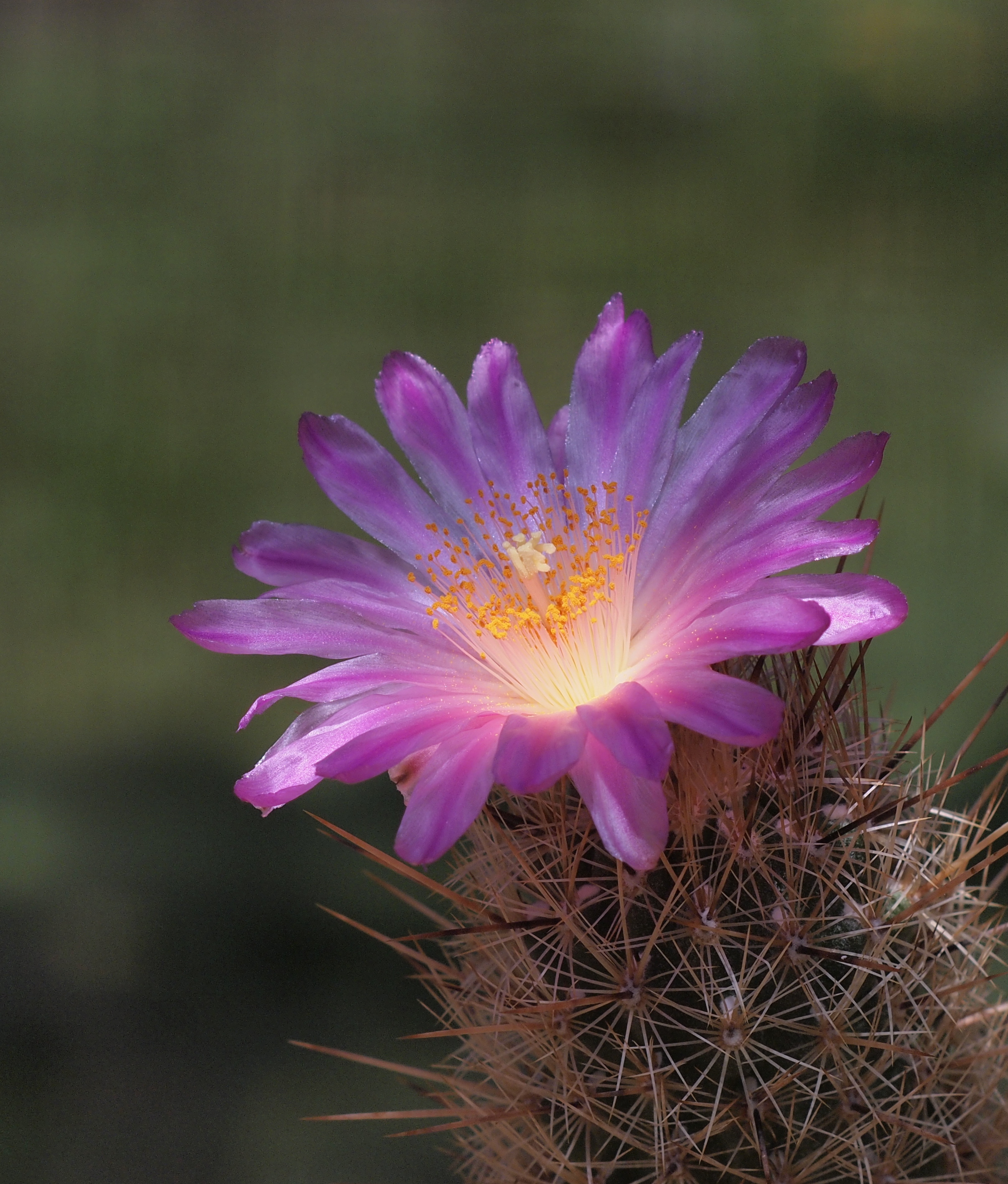